# LKM Typ 225 PS Schmalspur
| LKM Typ 225 PS Schmalspur DR-Baureihe 99.33      | LKM Typ 225 PS Schmalspur DR-Baureihe 99.33 | LKM Typ 225 PS Schmalspur DR-Baureihe 99.33                                      |
| ------------------------------------------------ | ------------------------------------------- | -------------------------------------------------------------------------------- |
| Lok 99 332 vor dem Mollimuseum Kühlungsborn West |                                             |                                                                                  |
| Nummerierung:                                    | DR: 99 333                                  | DR: 99 331, 99 332 DR: 99 2331-9, 99 2332-7 DB: 099 904-5, 099 905-2 MBB: wie DR |
| Anzahl:                                          | 21                                          | 2                                                                                |
| Hersteller:                                      | VEB Lokomotivbau Karl Marx                  | Raw Görlitz                                                                      |
| Baujahr(e):                                      | 1950–1952                                   | 1961 (Umbau)                                                                     |
| Ausmusterung:                                    | bis 1968                                    |                                                                                  |
| Achsformel:                                      | D n2t                                       | D h2t                                                                            |
| Gattung:                                         | K 44.8                                      | K 44.8                                                                           |
| Spurweite:                                       | 900 mm                                      | 900 mm                                                                           |
| Länge über Kupplung:                             | 8860 mm                                     | 8860 mm                                                                          |
| Höhe:                                            |                                             | 3490 mm                                                                          |
| Gesamtradstand:                                  | 3000 mm                                     | 3000 mm                                                                          |
| Leermasse:                                       | 24,8 t                                      | 25,0 t                                                                           |
| Dienstmasse:                                     | 32,0 t                                      | 32,4 t                                                                           |
| Reibungsmasse:                                   | 32,0 t                                      | 32,4 t                                                                           |
| Radsatzfahrmasse:                                | 8,0 t                                       | 8,1 t                                                                            |
| Höchstgeschwindigkeit:                           | 35 km/h                                     | 35 km/h                                                                          |
| Indizierte Leistung:                             |                                             | 460 PSi                                                                          |
| Anfahrzugkraft:                                  |                                             | 56,39 kN                                                                         |
| Kuppelraddurchmesser:                            | 800 mm                                      | 800 mm                                                                           |
| Steuerungsart:                                   | Heusinger                                   | Heusinger                                                                        |
| Zylinderanzahl:                                  | 2                                           | 2                                                                                |
| Zylinderdurchmesser:                             | 370 mm                                      | 370 mm                                                                           |
| Kolbenhub:                                       | 400 mm                                      | 400 mm                                                                           |
| Kesselüberdruck:                                 | 14 bar                                      | 14 bar                                                                           |
| Anzahl der Heizrohre:                            | 150                                         | 9                                                                                |
| Anzahl der Rauchrohre:                           |                                             | 64                                                                               |
| Heizrohrlänge:                                   | 2600 mm                                     | 2600 mm                                                                          |
| Rostfläche:                                      | 1,6 m²                                      | 1,6 m²                                                                           |
| Strahlungsheizfläche:                            | 6,04 m²                                     | 6,04 m²                                                                          |
| Rohrheizfläche:                                  | 48,4 m²                                     | 36,85 m²                                                                         |
| Überhitzerfläche:                                |                                             | 18 m²                                                                            |
| Verdampfungsheizfläche:                          | 54,8 m²                                     | 42,89 m²                                                                         |
| Wasservorrat:                                    | 3,4 m³                                      | 3,4 m³                                                                           |
| Brennstoffvorrat:                                | 2,2 t Kohle                                 | 2,2 t Kohle                                                                      |

Die Fahrzeuge des Typs 225 PS Schmalspur des VEB Lokomotivbau Karl Marx wurden basierend auf einem Typenprogramm für kleinere Dampflokomotiven speziell für den Einsatz bei Industriebetrieben entwickelt. Drei der Lokomotiven wurden 1958 durch die Deutsche Reichsbahn erworben. Die auf der Bäderbahn Molli zwischen Bad Doberan und Kühlungsborn West eingesetzten Lokomotiven erhielten die Baureihenbezeichnung 99.33.

## Geschichte
Basierend auf einem Ende der 1940er Jahre durch den Lokomotivbau Karl Marx entstandenen Typenprogramm für kleinere Dampflokomotiven für die Spurweiten 750 mm bis 1524 mm entwickelte das Unternehmen eine vierfachgekuppelte Nassdampflokomotive für die Spurweite von 900 mm. 1950 erfolgte die Fertigung von zehn Lokomotiven mit den Fabriknummern 16501 bis 16511. 1951/1952 folgten nochmals elf Lokomotiven mit den Fabriknummern 30011 bis 30021. Die Lokomotiven gingen zur SDAG Wismut, an die metallverarbeitende Industrie und an das Braunkohlekraftwerk Freundschaft in Lauchhammer.
Ende der 1950er Jahre sah sich die Reichsbahn veranlasst, die 27 Jahre alten Lokomotiven der Baureihe 99.31 zu ersetzen. Ein Nachbau der Baureihe 99.32 war nicht möglich. So erwarb die Reichsbahn drei Lokomotiven von der SDAG Wismut. Im April/Mai 1959 wurden die 99 331 (ehemals Nr. 22) und die 99 332 (Nr. 44) und im Dezember 1960 99 333 (Nr. 1) nach Anpassungsarbeiten im Reichsbahnausbesserungswerk Görlitz in Dienst gestellt. 1961 wurden die 99 331 und die 99 332 auf Heißdampf umgebaut. Die 99 333 blieb eine Nassdampflokomotive und war ab Mitte der 1960er Jahre nur noch Reservemaschine. Mit der Einstellung des Güterverkehrs auf der Strecke wurden nicht mehr so viele Lokomotiven benötigt, sodass sie 1968 ausgemustert wurde.
Die beiden verbliebenen Maschinen wurden 1970 in 99 2331-9 und 99 2332-7 umgezeichnet.
Eingesetzt wurden die Lokomotiven nur noch als Reserve. Es gab für sie spezielle Fahrpläne, da ihre Höchstgeschwindigkeit nur 35 km/h beträgt, die Fahrpläne aber für die Streckengeschwindigkeit von 40 km/h ausgelegt waren. Im weniger straffen Winterfahrplan waren sie häufiger im Plandienst anzutreffen. Eine der Lokomotiven war im Winter ständig mit einem Anbau-Schneepflug versehen.
Mit der Einführung des DB-Nummernschemas erhielten die Lokomotiven zum 1. Januar 1992 die Betriebsnummern 099 904-5 und 099 905-2. Mit der Übernahme des Betriebs auf der Strecke durch die Mecklenburgische Bäderbahn Molli GmbH & Co. KG zum 1. Oktober 1995 wurden auch die beiden Lokomotiven übernommen und bekamen die vorherigen Nummern  zurück.
Mit der Übernahme wurde auch ein neues Betriebskonzept eingeführt, das die Unterhaltung von zwei Lokomotiven nicht mehr notwendig machte. Die 99 2332 wurde deshalb im Dezember 1995 abgestellt und ist seit 1997 äußerlich aufgearbeitet im Molli-Museum vor dem Bahnhof Kühlungsborn West ausgestellt. Die 99 2331 dient im Sommerfahrplan aufgrund der Einschränkungen bei der Höchstgeschwindigkeit und der Fahrplangestaltung als Reserve- und Sonderzuglokomotive, im Winterfahrplan wird sie im normalen Zugdienst verwendet. Der Anbau-Schneepflug fand letztmals 1996 Verwendung.

## Konstruktive Merkmale
Die Lokomotiven verfügen über einen geschweißten Blechrahmen. Auf dem geschweißten Langkessel sitzt vorn der Dampfdom mit dem Schmidt & Wagner-Nassdampfregler. Auf dem hinteren Teil sitzen der Sandkasten sowie zwei Kesselsicherheitsventile der Bauart Ackermann. 1961 wurden die 99 331 und die 99 332 auf Heißdampf umgebaut. Dabei erhielten die Kessel jeweils neun Heiz- und 64 Rauchrohre.
Das außen liegende waagerecht angeordnete Zweizylinder-Triebwerk wirkt auf die dritte Kuppelachse. Die außen liegende Heusinger-Steuerung besitzt eine stark vereinfachte Kuhnsche Schleife.
Für die Zugbeleuchtung erhielten die Lokomotiven bei den Anpassungsarbeiten der Deutschen Reichsbahn einen leistungsstärkeren 5 kW Turbogenerator hinter dem Schornstein. Die ursprüngliche Handbremse wurde um eine Knorr-Druckluftbremse ergänzt. Die zweistufige Luftpumpe sitzt rechts neben der Rauchkammer. Die Lokomotiven erhielten wie auf der Bäderbahn üblich ein Knorr-Druckluftläutewerk. Gesandet werden der erste Radsatz von vorn und der letzte Radsatz von hinten.
Für den Einsatz auf der Bäderbahn wurde der obere Teil des Führerhauses stark abgeschrägt, um es an das Lichtraumprofil anzupassen. Das Dach erhielt seitliche Regenrinnen mit Ablaufrohren. Die geschweißten Wasserkästen befinden sich vor dem Führerhaus auf beiden Seiten des Kessels und fassen 3,4 m³. Der Kohlenkasten befindet sich an der Rückwand des Führerhauses und war ursprünglich, da für Braunkohlebrikettfeuerung ausgelegt, mit einem Aufbau vergrößert, der zwischen den beiden Fenstern der Rückwand eingezogen bis auf Höhe des Daches geführt wurde. Er hatte ein Fassungsvermögen von 2,2 t. Da mittlerweile die Feuerung mit Steinkohle erfolgt und bei deren höherem spezifischen Gewicht der Kohlekasten nicht ganz gefüllt werden konnte, wurde dieser Aufbau bei 99 2331 bei der Hauptuntersuchung 2004 im Dampflokwerk Meiningen zur Verbesserung der Sicht bei Rückwärtsfahrt entfernt. Sein Fassungsvermögen reduzierte sich dadurch auf 1,5 t. Die Museumslok 99 2332 hat noch den ursprünglichen Aufbau.